# Каук, Набиль
Набиль Каук (араб. نبيل قاووق‎; 20 мая 1964 — 28 сентября 2024) — ливанский священнослужитель и политик, занимавший пост заместителя главы исполнительного совета «Хезболлы» и командующего «подразделением превентивной безопасности» «Хезболлы». Он был признан особо опасным международным террористом Управлением по контролю за иностранными активами (OFAC) Министерства финансов США.

## Ранние годы и образование
Набиль Каук родился в деревне Эбба в ливанской провинции Набатия. Его духовное обучение проходило в Куме, Иран, где он находился под влиянием шиитской идеологии. Его военная подготовка в Иране была связана с Хезболлой и Корпусом стражей исламской революции (КСИР).

## Карьера
Каук был одним из высших офицеров Хезболлы в Южном Ливане, в опорном регионе этой организации. Он был как генералом, так и заместителем главы исполнительного совета, что свидетельствует о его влиянии как в политических, так и в военных фракциях Хезболлы.
22 октября 2020 года Управление по контролю за иностранными активами (OFAC) Министерства финансов США включило Каука в список особо обозначенных глобальных террористов. Это обозначение подразумевает санкции правительства США против него из-за предполагаемой причастности к деятельности, связанной с терроризмом.

## Атаки
Во время Ливанской войны 2006 года офисы Qaouk в Тире подверглись атакам со стороны израильских ВВС. Эта деятельность была частью более широкого ответа израильских военных на вооруженные провокации Хезболлы, включая похищение израильских солдат и запуск ракет по израильской территории.

## Личная жизнь и смерть
Каук был женат и имел шестерых детей. Он был убит в результате израильского авиаудара в Бейруте 28 сентября 2024 года.